# Zaraza (Venezuela)
Pour les articles homonymes, voir Zaraza.
Zaraza est une ville de l'État de Guárico au Venezuela, capitale de la paroisse civile de Zaraza et chef-lieu de la municipalité de Pedro Zaraza. En 2007, sa population est estimée à 97 000 habitants[réf. nécessaire].

## Sources
- (es) Cet article est partiellement ou en totalité issu de l’article de Wikipédia en espagnol intitulé « Zaraza » (voir la liste des auteurs).